# Grevagården

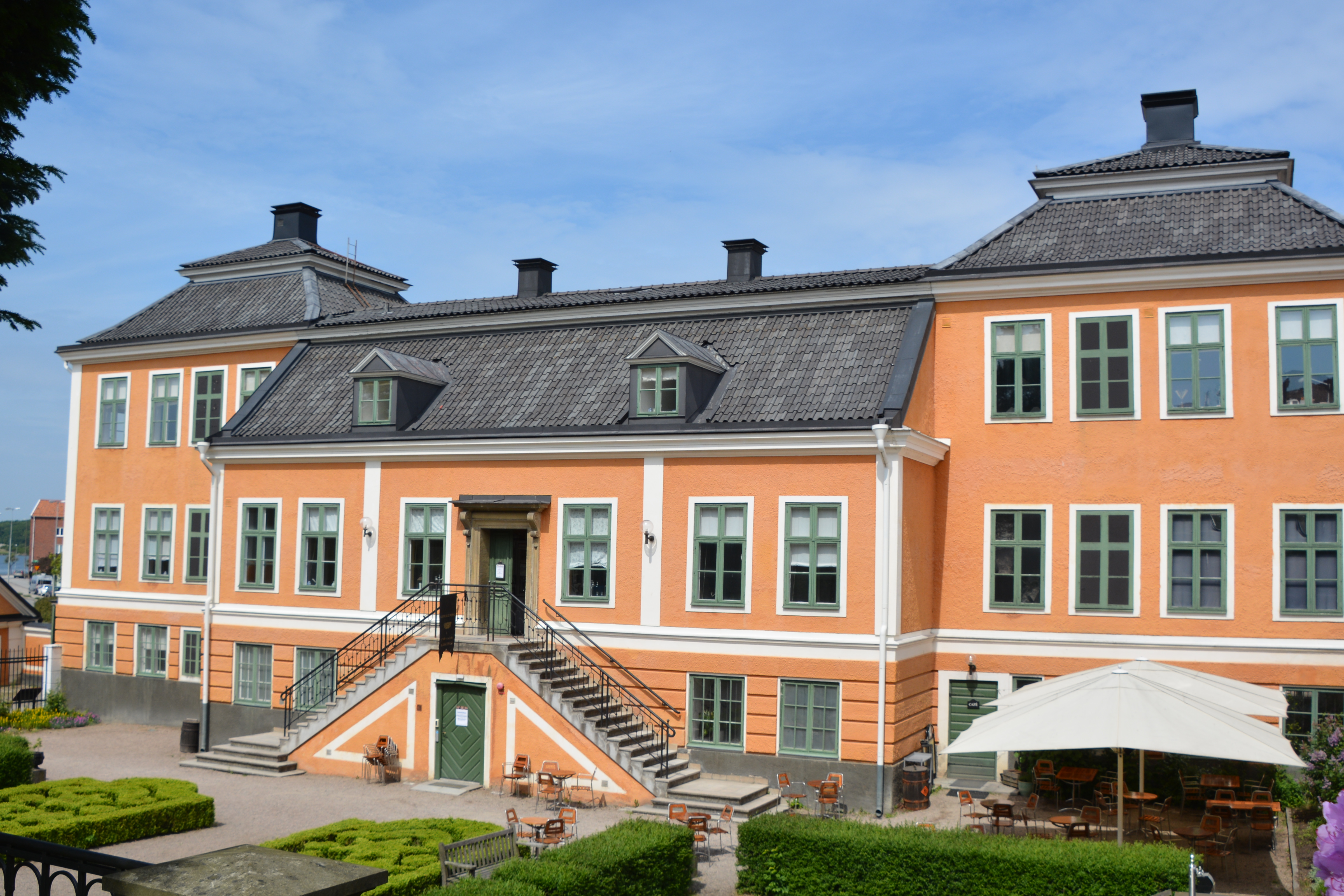
Grevagården

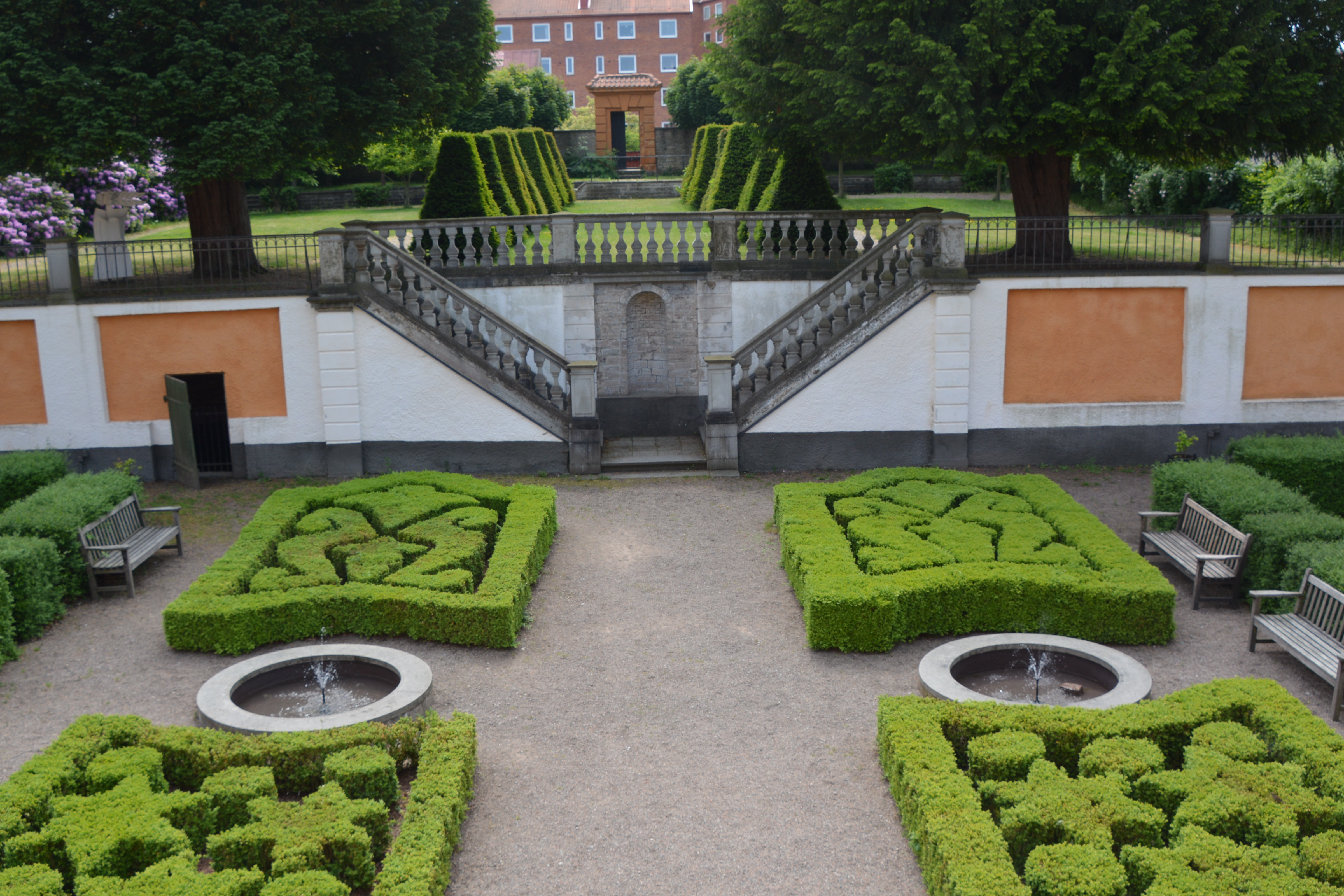
Barockträdgården

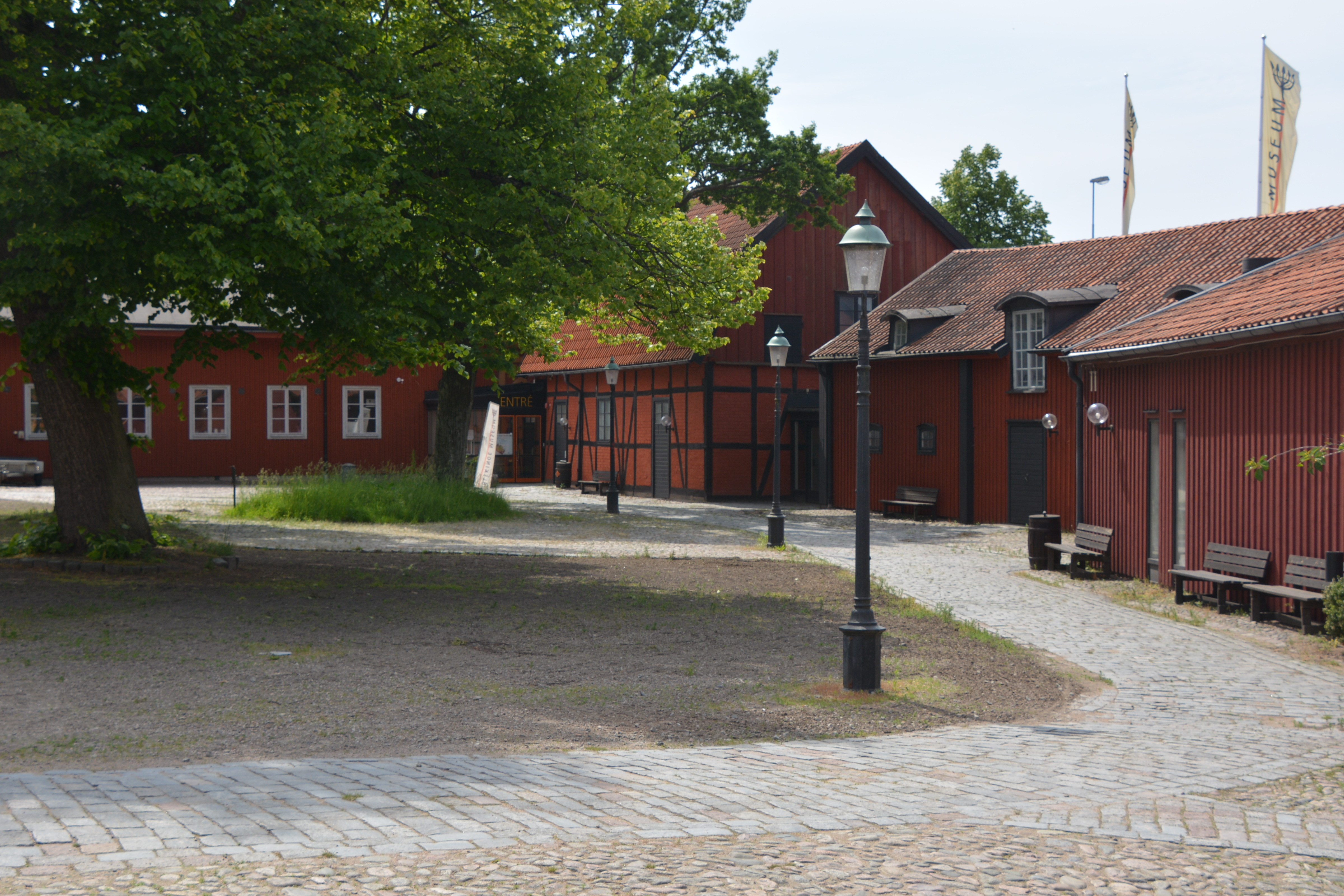
Gården med butikshus, stall och magasin

Grevagården, eller Wachtmeisterska palatset, är ett stadspalats i huvudsakligen karolinsk stil vid Borgmästargatan i Karlskrona. Det inrymmer numera Blekinge museum.
Grevagården uppfördes mellan 1703 och 1705 som privatpalats för amiralgeneralen Hans Wachtmeister och dennes hustru Sofia Lovisa von Ascheberg. Det ritades av Rudolf Bientz, som var byggmästare vid Amiralitet och byggdes vid en naturlig källa. Byggnaden har varit i familjen Wachtmeisters ägo. Den siste innehavaren i familjen var Hans Wachtmeister, som ägde huset till 1971, då det köptes av Blekinge museum.
Huvudbyggnadens centrala del är i två våningar och omges av flyglar i tre våningar. Första våningen var den egentliga bostadsvåningen och var ritad med en centralt placerad sal, kring vilken övriga rum är grupperade. Huvudbyggnaden byggdes om omkring år 1800 samt 1867.  Efter länsmuseets köp gjordes också en omfattande renovering för att återställa byggnaden i så ursprungligt skick som möjligt.
Till Grevagården finns Grindstugan vid Borgmästargatan, magasin från 1700-talet, butiksbyggnad från 1875 och stall från 1700-talet. Gården blev byggnadsminne 1967.

## Barockträdgården
Barockträdgården har ansetts vara samtida med huset, men den enda kända äldre avbildningen av barockträdgården är en akvarell av Johan Törnström från 1814. Från den ursprungliga trädgården finns idag Indelningen i en övre och nedre trädgård med en avgränsande terrassering. 
Samtidigt som Grevagården återställdes, restaurerades trädgården efter ritningar av Sven Hermelin.